# Percussió (medicina)
La percussió és un mètode de percudir sobre una superfície del cos per determinar-ne les estructures subjacents, i s'utilitza en els exàmens clínics per avaluar l'estat del tòrax o de l'abdomen. És un dels quatre mètodes d'examen clínic, juntament amb la inspecció, palpació i l'auscultació.
Es fa amb el dit mitjà d'una mà tocant el dit mitjà de l'altra mà mitjançant una flexió del canell. El dit no impactant (conegut com el plexímetre) es col·loca fermament sobre el cos sobre el teixit (percussió indirecta). Quan s'omet el plexímetre (percussió directa) es percudeix directament, per exemple en percudir un l'os, o com quan es percuteix una lesió pulmonar cavitària apical típica de tuberculosi pulmonar.
Hi ha diversos tipus de sons resultants de la percussió: ressonants o sonors, hiperressonants i timpànics, mats o apagats. Un so apagat indica la presència d'una massa sòlida sota la superfície. Un so més ressonant indica estructures buides que contenen aire. A més de produir diferents notes que es poden escoltar, també produeixen diferents sensacions al dit del plexímetre.
La percussió es va utilitzar al principi per distingir entre barrils de licor buits i plens, i es diu que el doctor Leopold Auenbrugger va ser la persona que va introduir la tècnica a la medicina moderna, tot i que Avicenna va utilitzar aquest mètode uns 1000 anys abans que per a la pràctica mèdica, fent servir percussions sobre l'estómac per mostrar el grau de plenitud i distingir entre ascites i meteorisme.